# Andy Ruiz
Andrés Ponce Ruiz Jr. (ur. 11 września 1989 w Imperial w stanie Kalifornia) – amerykańsko-meksykański pięściarz, były zawodowy mistrz świata wagi ciężkiej federacji IBF, WBO, superczempion WBA i IBO. Pierwszy mistrz świata wszechwag w historii Meksyku.

## Kariera amatorska
Złoty medalista (201+ funtów) mistrzostw juniorów Meksyku z 2005 oraz złoty medalista mistrzostw Meksyku z 2007 i 2008 roku.
Zakończył karierę amatorską z rekordem 105-5 pod okiem kubańskiego trenera Fernanda Ferrera. Reprezentował Meksyk w turniejach kwalifikacyjnych Igrzysk Olimpijskich w Pekinie w 2008 roku, ale przegrał z Kubańczykiem Robertem Alfonso i Kolumbijczykiem Oscarem Rivasem.

## Kariera zawodowa
Na zawodowym ringu zadebiutował 28 marca 2009 w meksykańskiej Tijuanie, wygrywając przez nokaut w pierwszej rundzie z Miguelem Salvadorem Ramirezem (0-2).
7 lipca 2012 w Carson w Kalifornii pokonał przez techniczny nokaut w ósmej rundzie Amerykanina Jonte′a Willisa.
27 lipca 2013 w Makau w Chinach pokonał przez techniczny nokaut w czwartej rundzie niepokonanego Amerykanina Joe Hanksa (21-0).
20 grudnia 2014 w Phoenix w Arizonie Ruiz pokonał  jednogłośnie na punkty (98:92, 96:94 i 99:91) w dziesięciorundowym pojedynku byłego mistrza świata organizacji WBO Białorusina Siarhieja Lachowicza (25-5-0).

### Kolejne pojedynki
10 marca 2018 roku w StubHub Centre w Carson znokautował już w pierwszej rundzie Devina Vargasa (20-5, 8 KO).
7 lipca 2018 we Fresno pokonał jednogłośnie na punkty 99:91 i dwukrotnie 97:93 Amerykanina Kevina Johnsona (32-10-1, 16 KO).
20 kwietnia 2019 roku w kalifornijskim Carson pokonał przez RTD w piątej rundzie Aleksandra Dimitrenkę (41-5, 26 KO).

### Walka z Anthonym Joshuą, zdobycie pasów WBA, IBF oraz WBO
1 czerwca 2019 w nowojorskiej Madison Square Garden, w zastępstwie za zdyskwalifikowanego za stosowanie dopingu Jarrella Millera, zmierzył się o pasy mistrzowskie WBA, IBF, WBO oraz IBO wagi ciężkiej z Anthonym Joshuą (22-1, 21 KO). Sensacyjnie wygrał ten pojedynek przez techniczny nokaut w siódmej rundzie, wcześniej mając swego oponenta cztery razy na deskach. Został tym samym pierwszym w historii meksykańskim mistrzem świata wagi ciężkiej.

### Rewanż z Joshuą i utrata mistrzowskich tytułów
7 grudnia 2019 w Arabii Saudyjskiej doszło do jego rewanżowego pojedynku z Anthonym Joshuą (23-1, 21 KO). Pojedynek nie był zbyt emocjonującym widowiskiem, a od początku do końca tym razem kontrolował go Brytyjczyk. Po ostatnim gongu sędziowie punktowali 110-118, 109-119, 110-118 na korzyść Joshuy, przez co Ruiz stracił swoje mistrzowskie tytuły WBA, IBF, WBO oraz IBO już w pierwszej obronie.

### Kolejne walki
1 maja 2021 w Carson wygrał na punkty 117:110 i dwukrotnie 118:109 z Chrisem Arreolą (38-7-1, 33 KO). 4 września 2022 roku w Los Angeles pokonał na punkty Luisa Ortiza (114-111, 114-111, 113-112), mając wcześniej swojego rywala trzy razy na deskach.

## Lista walk na zawodowym ringu
| Legenda |
| SD – decyzja niejednogłośna \| D – remis \| TKO – techniczny nokaut \| MD – decyzja większości sędziów \| DQ – dyskwalifikacja \| NC – walka nieodbyta \| RTD – poddanie przez narożnik \| KO – nokaut |

| Wynik     | Rekord | Przeciwnik              | Rozstrzygnięcie | Runda       | Data                 | Miejsce                                                | Uwagi                                          |
| --------- | ------ | ----------------------- | --------------- | ----------- | -------------------- | ------------------------------------------------------ | ---------------------------------------------- |
| Remis     | 35-2-1 | Jarrell Miller          | MD              | 12          | 3 sierpnia 2024      | BMO Stadium, Los Angeles, Stany Zjednoczone            |                                                |
| Wygrana   | 35-2   | Luis Ortiz              | UD              | 12          | 4 września 2022      | Crypto.com Arena, Los Angeles, Stany Zjednoczone       |                                                |
| Wygrana   | 34-2   | Chris Arreola           | UD              | 12          | 1 maja 2021          | StubHub Center, Carson, Stany Zjednoczone              | Eliminator tytułu wagi ciężkiej WBA            |
| Przegrana | 33-2   | Anthony Joshua          | UD              | 12          | 7 grudnia 2019       | Diriyah Arena, Ad-Dirijja, Arabia Saudyjska            | Utrata pasów federacji WBO, IBF, WBA oraz IBO. |
| Wygrana   | 33-1   | Anthony Joshua          | TKO             | 7 (12) 1:27 | 1 czerwca 2019       | Madison Square Garden, Nowy Jork                       | Zdobył pasy federacji WBO, IBF, WBA.           |
| Wygrana   | 32-1   | Alexander Dimitrenko    | RTD             | 5 (10) 3:00 | 18 kwietnia 2019     | Dignity Health Sports Park, Carson, Kalifornia         |                                                |
| Wygrana   | 31-1   | Kevin Johnson           | UD              | 10          | 7 lipca 2018         | Save Mart Central, Fresno, Kalifornia                  |                                                |
| Wygrana   | 30-1   | Devin Vargas            | KO              | 1 (8) 1:38  | 10 marca 2018        | StubHub Center, Carson, Kalifornia                     |                                                |
| Przegrana | 29-1   | Joseph Parker           | MD              | 12          | 10 grudnia 2016      | Vector Arena, Auckland, Australia                      | Walka o pas mistrza świata federacji WBO.      |
| Wygrana   | 29-0   | Franklin Lawrence       | UD              | 10          | 10 września 2016     | Tachi Place Hotel & Casino,Lemoore, Kalifornia         |                                                |
| Wygrana   | 28-0   | Josh Gormley            | TKO             | 3 (8) 1:42  | 16 lipca 2016        | Masonic Temple, Detroit, Michigan                      |                                                |
| Wygrana   | 27-0   | Ray Austin              | RTD             | 4 (8) 3:00  | 14 maja 2016         | Sportsmen's Lodge, Studio City, Kalifornia             |                                                |
| Wygrana   | 26-0   | Raphaelem Zumbano Love  | UD              | 8           | 24 października 2015 | CenturyLink Center, Omaha, Nebraska                    |                                                |
| Wygrana   | 25-0   | Franklin Lawrence       | UD              | 8           | 26 września 2015     | Tachi Place Hotel & Casino,Lemoore, Kalifornia         |                                                |
| Wygrana   | 24-0   | Siarhiej Lachowicz      | UD              | 10          | 20 grudnia 2014      | Celebrity Theatre, Phoenix, Arizona                    |                                                |
| Wygrana   | 23-0   | Kenny Lemos             | TKO             | 1 (8) 2:18  | 25 października 2014 | Selland Arena, Fresno, Kalifornia                      |                                                |
| Wygrana   | 22-0   | Manuel Quezada          | TKO             | 2 (10) 2:00 | 17 maja 2014         | Selland Arena, Fresno, Kalifornia                      |                                                |
| Wygrana   | 21-0   | Tor Hamer               | RTD             | 3 (10) 3:00 | 23 listopada 2013    | Cotai Arena, Makau, SAR                                |                                                |
| Wygrana   | 20-0   | Joe Hanks               | TKO             | 4 (10) 1:41 | 27 lipca 2013        | Cotai Arena, Makau, SAR                                |                                                |
| Wygrana   | 19-0   | Carl Davis              | TKO             | 1 (8) 0:35  | 8 czerwca 2013       | The Joint, Paradise, Nevada                            |                                                |
| Wygrana   | 18-0   | Matthew Greer           | KO              | 1 (8) 2:53  | 16 marca 2013        | Home Depot Center, Carson, Kalifornia                  |                                                |
| Wygrana   | 17-0   | Elijah McCall           | TKO             | 3 (8) 2:59  | 7 grudnia 2012       | Teksas Stadion, Las Vegas, Nevada                      |                                                |
| Wygrana   | 16-0   | Maurenzo Smith          | KO              | 1 (8) 2:11  | 13 września 2012     | The Joint, Paradise, Nevada                            |                                                |
| Wygrana   | 15-0   | Jonte Willis            | TKO             | 8 (8) 0:54  | 7 lipca 2012         | Home Depot Center, Carson, Kalifornia                  |                                                |
| Wygrana   | 14-0   | Homero Fonseca          | UD              | 8           | 23 marca 2012        | Casio Delikatnie Sol, Tucson, Arizona                  |                                                |
| Wygrana   | 13-0   | Theron Johnson          | UD              | 6           | 17 grudnia 2011      | WinStar World Casion, Thackerville, Oklahoma,          |                                                |
| Wygrana   | 12-0   | Ken Frank               | TKO             | 2 (6) 1:53  | 8 czerwca 2013       | BlueWater Resort & Casino, Arizona                     |                                                |
| Wygrana   | 11-0   | Villi Bloomfield        | TKO             | 4 (4) 2:04  | 15 lipca 2011        | Teksas Stadion, Las Vegas, Nevada                      |                                                |
| Wygrana   | 10-0   | Angeles Herrera         | UD              | 6           | 23 kwietnia 2011     | WinStar World Casino, Thackerville, Oklahoma           |                                                |
| Wygrana   | 9-0    | Alvaro Morales          | UD              | 6           | 26 lutego 2011       | Pearl Concert Theatre, Paradise, Nevada                |                                                |
| Wygrana   | 8-0    | Kelsey Arnold           | KO              | 3 (6) 2:19  | 5 lutego 2011        | Maywood Center, Maywood, Kalifornia                    |                                                |
| Wygrana   | 7-0    | Francisco Diaz          | KO              | 2 (4) 1:08  | 4 grudnia 2010       | Honda Center, Anaheim, Kalifornia                      |                                                |
| Wygrana   | 6-0    | Raymond Lopez           | UD              | 4           | 20 listopada 2010    | WinStar World Casino, Thackerville, Oklahoma           |                                                |
| Wygrana   | 5-0    | Miles Kelly             | TKO             | 1 (4) 1:06  | 16 października 2010 | Silverton Las Vegas, Enterprise, Nevada                |                                                |
| Wygrana   | 4-0    | Luke Vaughn             | KO              | 1 (4) 1:55  | 12 marca 2010        | Gaylord Texan Resort Hotel & Convention Center, Teksas |                                                |
| Wygrana   | 3-0    | Juan Luis Lopez Alcaraz | UD              | 4           | 12 lutego 2010       | Gimnasio Municipal, Mexicali, Meksyk                   |                                                |
| Wygrana   | 2-0    | Ross Brantley           | TKO             | 1 (6) 1:37  | 26 czerwca 2009      | Plaza de toros Calafia, Mexicali, Meksyk               |                                                |
| Wygrana   | 1-0    | Miguel Ramirez          | KO              | 1 (4) 0:34  | 28 marca 2009        | Bullring by the Sea, Tijuana, Meksyk                   |                                                |

## Życie prywatne
Jest kibicem meksykańskiego klubu piłkarskiego Chivas de Guadalajara.